# آبا (فرقة موسيقية)
آبا (بالإنجليزية: ABBA)‏ واحدة من أشهر فرق الروك الموسيقية السويدية في فترة سبعينيات القرن العشرين. وتأتي تسمية الفرقة ABBA تيمنا بالأحرف الأولى لكل فرد من أفراد الفرقة. وتتكون الفرقة من رجلين وامرأتين. لاقت الفرقة رواجاً عالمياً في سبعينيات القرن العشرين حتى بداية ثمانينيات القرن عندما تم انفصال الفرقة في عام 1983.

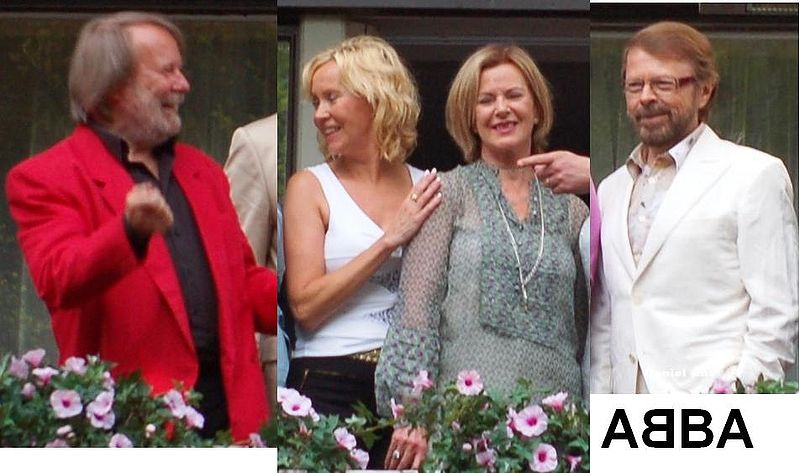
فرقة آبا في العام 2008 في افتتاح فيلم ماما ميا!

## سيرة
بدأت قصة آبا في حزيران 1966 عندما التقى بيورن أولفيوس (1945) مع بني أندرسون (1946). كان الاثنان أعضاء في فرقتين موسيقيتين سويديتين مشهورتين. كتب الاثنان أغنيتهم الأولى في نهاية ذلك العام، ونشأت بينهما في نهاية الستينات شراكة كملحنين.
وفي ربيع عام 1969، التقى كل من بيورن وبني الفتاتين اللتين سيصبحا في المستقبل خطيبتيهما والنصف الآخر من آبا. أغنيثا فلتسكوغ (1950) كانت مطربةً أصدرت أغنيتها الأولى عام 1967. تزوجت بيورن في تموز (يوليو) 1971. أمّا آني-فريدا لينغستاد (تُعرف بـ فريدا) كانت كذلك في مجال الغناء وتزوجت بني في تشرين الأول (أكتوبر) 1978.
في البداية، اقتصر تعاون الأربعة على دعم كل منهم لأغاني الآخرين، سواء من خلال العزف أو التلحين. في عام 1970، عندما كانت أصواتهم مجتمعة تعطيهم دافعاً للغناء سوياً، حاولوا القيام بعرض Festfolk (له معنيان: «المخطوبون» و«رواد الحفلات»). فشلت تلك المحاولة، لكنهم استطاعوا في ربيع عام 1972 أن يسجّلوا أغنية People Need Love، وقد حققت نجاحاً مقبولاً في السويد.

## مسابقة الأغاني الأوروبية يوروفيجن
الحماسة التي نتجت عن هذا النجاح دفعت الرباعي إلى الاشتراك في مسابقة أغاني الأوروبية «يوروفيجن» الشهيرة في عام 1973، من خلال أغنية Ring Ring. وبالرغم من حصولهم على المرتبة الثالثة، إلا أن تلك الأغنية والألبوم الذي حمل نفس الاسم، وصلوا إلى أعلى المراتب في قوائم أفضل الأغاني في السويد. كذلك حققت الأغنية نجاحاً في عدد من الدول الأوروبية الأخرى.
اشترك الرباعي مرةً أخرى في اليوروفيجن. هذه المرة، أغنية Waterloo التي اشتركوا بها أوصلتهم إلى النهائيات في برايتون، انكلترا. كانوا قد اختاروا اسما للفرقة: ABBA الذي يمثل الحرف الأول لكل من أسمائهم (وهو أيضا اسم شركة للسمك المعلب وافقت على إعطائهم الاسم). 6 شباط من عام 1974 كان يوماً استثنائياً بالنسبة لآبا، وأشهر اللحظات في تاريخ الفرقة. في ذلك اليوم، ربحت أغنية Waterloo أمام فرق التحكيم الدولية في مسابقة يوروفيجن للأغاني.
بعد هذا النصر، أصبحت أغنية Waterloo الأغنية الأولى في جميع أنحاء أوروبا، ووصلت إلى قائمة أفضل عشر أغاني في الولايات المتحدة. كذلك حقّق الألبوم الذي يحمل نفس الاسم نجاحاً كبيراً في السويد. لكن فكرة كونها نجحت من خلال مسابقة يوروفيجن منعت الفرقة من الحصول على الاعتراف الكافي لمتابعة النجاح. فاحتاجت الفرقة 18 شهراً لتحصل أغنيتها الجديدة SOS على النجاح المطلوب. كانت تلك أغنية من ثالث ألبوماتهم الذي أطلقوا عليه اسم ABBA.
أغنية Mamma Mia من نفس الألبوم السابق أعادت الفرقة إلى المرتبة الأولى في بريطانيا، وقد حازوا على هذا المركز تسع مرات بين عامي 1974 و1980. كذلك حازت الأغنية على المرتبة الأولى في أستراليا، في بداية نجاحات للفرقة حازت فيهم آبا على ستة نجاحات في أستراليا.
في عام 1976، كانت آبا قد أثبتت وجوداً كواحدة من أشهر الفرق في العالم. في عام 1977، أصبحت أغنية Dancing Queen الأغنية الوحيدة لآبا التي وصلت للمرتية رقم واحد في قائمة أفضل الأغاني في الولايات المتحدة. في نهاية عام 1976، أصدرت آبا الألبوم الرابع Arrival. نجح الألبوم نجاحاً باهراً وتضمّن أغاني مثل Money, Money, Money وKnowing Me, Knowing You. ثم كانت جولة موسيقية لهم ما بين كانون الثاني وآذار من عام 1977 في أستراليا وأوروبا. في كانون الأول من العام نفسه، تم العرض الأول لفيلم ABBA – The Movie.
في ربيع 1978، بدأت الفرقة حملةً ترويجيةً رئيسية في الولايات المتحدة الأميركية. فوصلت أغنية Take A Chance On Me إلى قائمة أفضل ثلاثة أغاني. أتبع ذلك إصدار الفرقة لألبومها السادس Voulez-Vous في شباط 1979. وكان بيورن وأجنثا أعلنا في وقت مبكّر من نفس السنة طلاقهما.
أصدرت آبا أغنية !Gimme! Gimme! Gimme في خريف 1979، مترافقةً مع جولة في كندا والولايات المتحدة وأوروبا. في نفس الفترة، أصدرت الفرقة مجموعةً ثانية من الأغاني Greatest Hits Vol. 2، فحقّقت المجموعة نجاحاً على مستوى العالم.
في آذار 1980، قامت آبا بجولة في اليابان. كانت تلك آخر الحفلات التي يقوم بها الرباعي أمام الجمهور. تابع الفريق السنة في تسجيل ألبومهم الجديد، Super Trouper، الذي تضمّن أغينة The Winner Takes It All.
في شباط من عام 1981، أعلن بني وفريدا طلاقهما، دون أن يتوقف الأربعة عن العمل سوياً. في نهاية ذلك العام، أصدروا الألبوم الثامن The Visitors. أجمل أغاني الموسم: One of Us، كانت ضمن ذلك الألبوم.
في نهاية عام 1982، قررت الفرقة أن تتوقف لفترة من الراحة. وقد برروا ذلك بأنهم قادرين على الاجتماع سوياً بعد سنوات مرة أخرى متى أرادوا. في عام 2000، رفضت آبا عرضا بقيمة مليار دولار ليعودوا إلى الغناء سوياً في عدد من الحفلات.

## ألبوماتهم
وتصدرت أغاني الفرقة قوائم المبيعات في العديد من الدول الأوروبية وغير الأوروبية، كما أنها اختيرت معظمها في العديد من الأفلام كان أشهرها الفيلم الأسترالي «زواج ميوريل». وحين سئل عن الالبوم المجمع الذي سوف يطرح في الأسواق قريبا للفريق ويضم تسع اسطوانات مدمجة واثنتين من اسطوانات الفيديو الرقمية، وهل هو الأخير للفريق أجاب «بالتأكيد». واضاف ان طرح المجموعة بالأسواق هي فكرة شركة «يونيفرسال ميوزيك» وانها جاءت بناء على رغبة عشاق فرقة أبا.
- Ring Ring
- Waterloo
- ABBA
- Arrival
- The Album
- Voulez-Vous
- Super Trouper
- The Visitors
- Voyage[4]